# وانگ شین‌یو
وانگ شین‌یو (انگلیسی: Wang Xinyu؛ زادهٔ ۲۶ سپتامبر ۲۰۰۱) تنیس‌باز اهل چین است.
وی در مسابقات کشوری و بین‌المللی در مجموع برندهٔ ۱ مدال نقره شده است.